# Masakra w Karantinie
Masakra w Karantinie – zbrodnia wojenna dokonana przez prawicowe milicje chrześcijańskie na Palestyńczykach w bejruckiej dzielnicy Karantina podczas wojny domowej w Libanie w styczniu 1976.

## Przebieg wydarzeń
W styczniu 1976 roku, aby zapobiec połączeniu się obszarów zajmowanych przez Palestyńczyków i muzułmańskie milicje, siły chrześcijańskie przypuściły atak na obozy palestyńskie we wschodnim i północnym Bejrucie. 18 stycznia, po zaciętych trzydniowych walkach, członkowie Falang Libańskich, Strażników Cedrów oraz Tygrysów zdobyli dzielnicę Karantina kontrolowaną przez OWP. Podczas szturmu i oczyszczania dzielnicy z palestyńskich bojowników zabito wielu postronnych cywilów.

## Następstwa ataku
Liczba ofiar masakry wyniosła ok. 1000-1500 osób.  Pozostałe 20 tys. mieszkańców przesiedlono do zachodniej części stolicy. W odwecie Palestyńczycy oraz ich sojusznicy z Libańskiego Ruchu Narodowego zaatakowali maronickie miasto Ad-Damur.